# Eubacterium budayi
Eubacterium budayi è una specie di batterio appartenente alla famiglia delle Eubacteriaceae.